# Groupe Coopératif EMC2
EMC2 est un groupe coopératif agricole et agroalimentaire du nord-est de la France créé en 1988. Son siège est situé au Nid de Cygne à Bras-sur-Meuse, dans le département de la Meuse.

## Histoire
En 1928, création de la CAM (Coopérative agricole de la Meuse).
En 1985, création de la CLN (Coopérative Lorraine Nord) par fusion de la Coopérative de l'arrondissement du bassin de Briey en Meurthe-et-Moselle et la Coopérative thionvilloise de céréales.
En 1988, création de EMC2 par la fusion des deux coopératives CAM et CLN et rachat d'une partie de la CAMO (Coopérative agricole Meuse Ornain).
1996 – La CADAC (Coopérative agricole départementale d’approvisionnement et de céréales) située en Haute-Marne rejoint EMC2, la classant parmi les 20 premières coopératives françaises.
2005 –Le groupe EMC2 prend des parts dans C3M et crée C4M, deux filiales machinisme en Moselle et Meurthe et Moselle.
2007 – EMC2 fusionne avec Alotis, une organisation de producteurs bovins, ovins et porcins et crée son activité Elevage.
2009 – EMC2 et Soplan s’allient pour créer une société commune dédiée au matériel d’élevage.
2011 – Capéval, coopérative de collecte de bovins, rejoint l’activité élevage d’EMC2.
2012 – EMC2 et Bigard reprennent l’abattoir de Belleville-sur-Meuse qui devient SABEst.
2013 – EMC2 et la Coopérative agricole Lorraine (Nancy) crée l’union de commercialisation de céréales CEREST.
2014 – EMC2 reprend la société LOEB-UNEGO, négoce de céréales.
2015 – SEVE 2000, collecteurs de bovins, intègre le groupe EMC2.

## Les activités

### Collecte et stockage
La coopérative dispose de plus de 65 sites de collectes, dont 4 silos portuaires sur la Moselle.
EMC2 collecte en moyenne plus de 800 000 tonnes de céréales chaque année, auprès de 1 800 agriculteurs livreurs.

### SEMLOR
La SEMLOR produit et commercialise des semences certifiées.

### SABEST
La SABEST (Société de l’abattoir de Belleville et de l’Est), a été créée en avril 2012. Cet abattoir, situé à Belleville-sur-Meuse, travaille le bœuf et l’agneau français.

### Soplan Élevage
Soplan Élevage est une société spécialisée dans l’équipement des bâtiments d’élevage. Fondée en 1986, elle a rejoint la coopérative en 2010 en fusionnant avec EMC2 Élevage.